# Füllersdorf
Füllersdorf ist ein  Dorf im  westlichen Weinviertel  in Niederösterreich wie auch Ortschaft und Katastralgemeinde der Gemeinde Großmugl im Bezirk Korneuburg.

## Geographie
Der Ort befindet sich etwa 35 Kilometer nordwestlich vom Stadtzentrum von Wien,  südöstlich von Hollabrunn am Weg nach Großmugl, 10 km von ersterem, 4 km vor zweiterem.
Das Dorf liegt in den westlichen Leiser Bergen auf um die 260 m ü. A. Höhe.
Die Ortschaft umfasst knapp 50 Gebäude mit etwa 100 Einwohnern.
Die Gesamtfläche der Katastralgemeinde beträgt 469 Hektar; davon sind 168 Hektar landwirtschaftlich genutzte Fläche und 286 Hektar Wald.
Der Ort erstreckt sich an der Landesstraße L 27, am Abschnitt B 303 bei Hollabrunn über Porrau – Füllersdorf – Steinabrunn zur L 25 in Großmugl. Westlich passiert die Straße beim Markwegboden auf ca. 340 m ü. A. den Kamm der Leiserberge. Östlich liegt der Gartenberg (360 m ü. A.).
Nachbarorte, -ortschaften und -katastralgemeinden
|                                                               | Weyerburg (Gem. Hollabrunn, Bez. Hollabrunn) | Glasweiner Wald (KG) ∗ |
| Porrau (Gem. Göllersdorf, Bez. Hollabrunn)                    | Kompassrose, die auf Nachbargemeinden zeigt  | Herzogbirbaum ∗∗       |
| Bergau ∗∗∗ Obergrub (beide Gem. Göllersdorf, Bez. Hollabrunn) | Ringendorf                                   | Steinabrunn            |

∗ ein kurzes Stück am Rieplkreuz
∗∗ KG grenzt nur nordöstlich an, östlich des Dorfs ist Katastalgebiet Steinabrunn
∗∗∗ KG grenzt nur ein kurzes Stück bei der Bildföhre 359 m ü. A. an

## Geschichte
Das „Ur-Füllersdorf“ befand sich wahrscheinlich etwa 1 km östlich des jetzigen Ortes. Dort befindet sich eine Kreisgrabenanlage, deren Umrisse heute noch erkennbar sind: Sie wird die Lange Ries genannt.
Über die genauere Entstehung des Ortes selbst ist nichts bekannt.
Erste urkundliche Erwähnung ist 1419 als "Vigleinsdorff", das bedeutet Dorf des Vikili, ein althochdeutscher Personenname.
Das Dorf gehörte schon im 16. Jahrhundert zur Herrschaft Weyerburg, die ab 1714 den Schönborn gehörte.
Im Revolutionsjahre 1848 erlangte Füllersdorf seine Freiheit von der Grundherrschaft. Seit 1919 ist die Ortschaft von Steinabrunn getrennt und selbständig. Laut Adressbuch von Österreich waren im Jahr 1938 in der Ortsgemeinde Füllersdorf ein Gastwirt, eine Milchgenossenschaft und ein Viktualienhändler ansässig.

## Kultur und Sehenswürdigkeiten

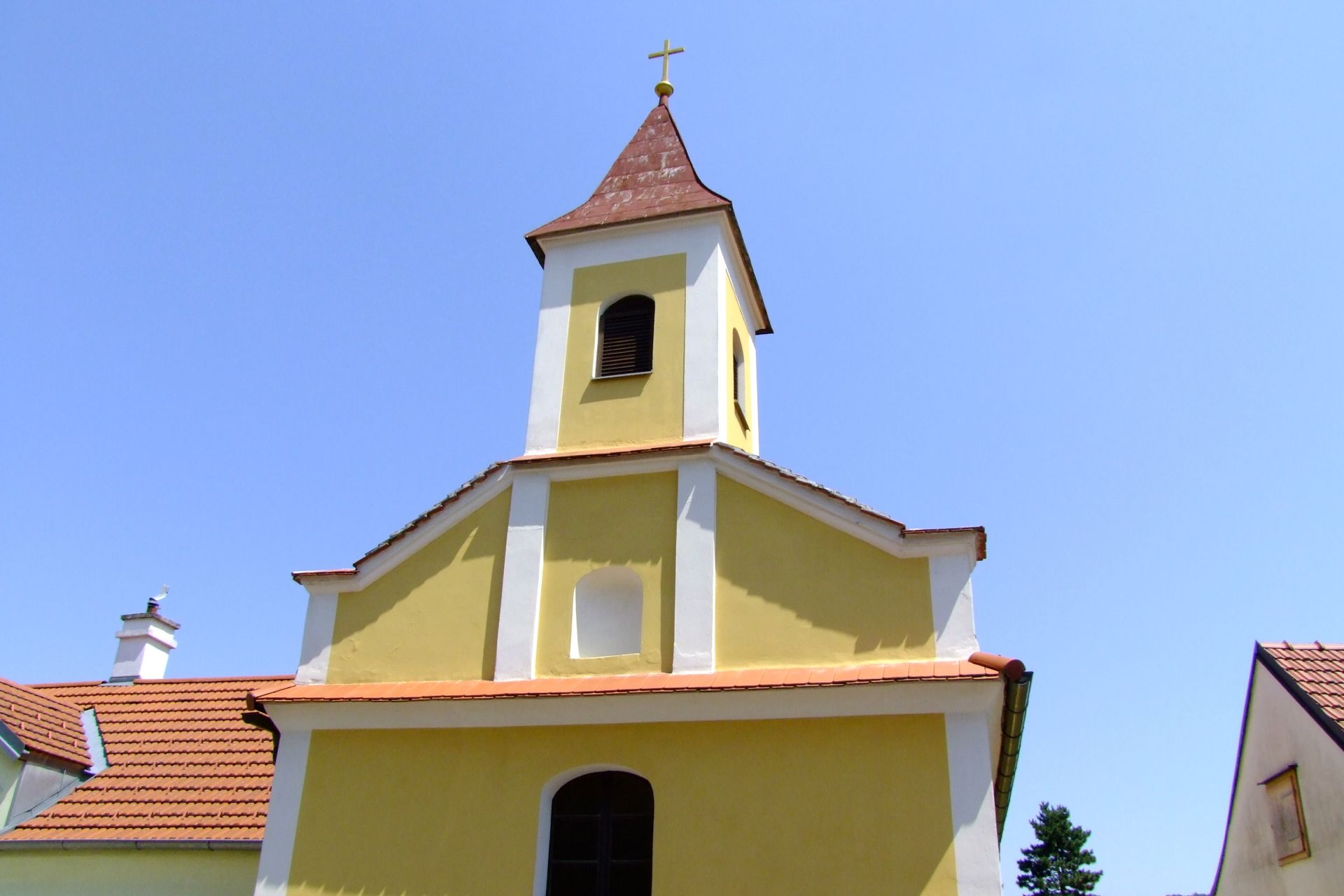
Hl. Laurentius, Fassade mit Dachreiter

- Ortskapelle hl. Laurentius: 1848 errichtete klassizistische Kleinkirche; Interieur teils modern (Denkmalschutz)[3]
- Kreisgrabenanlage Lange Ries (steht unter Denkmalschutz, KG Steinabrunn)

Großmugl hat sich 2009 als Sternenlichtoase im Sinne der UNESCO-Konvention zum „Recht auf Sternenlicht“ erklärt. Das ganze Gemeindegebiet betreibt aktiven Schutz vor Lichtverschmutzung.

## Nachweise
- 31204 – Großmugl. Gemeindedaten der Statistik Austria

1. ↑  Laut Volkszählung 2001 lebten hier 119 Menschen, davon 95 mit Hauptwohnsitz.
2. ↑  Adressbuch von Österreich für Industrie, Handel, Gewerbe und Landwirtschaft, Herold Vereinigte Anzeigen-Gesellschaft, 12. Ausgabe, Wien 1938 PDF, Seite 245
3. ↑  Filialkapellen der Pfarre Großmugl: Kapelle Füllersdorf, pfarre-grossmugl.at